# Palpimanus processiger
Espèce
Palpimanus processiger est une espèce d'araignées aranéomorphes de la famille des Palpimanidae.

## Distribution
Cette espèce est endémique du Rwanda.

## Description
Les mâles mesurent de 8 à 9 mm.

## Publication originale
- Strand, 1913 : Arachnida. I. Wissenschaftliche Ergebnisse der Deutsche Zentral-Afrika Expedition 1907-1908. Leipzig, vol. 4, (Zool. 2), p. 325-474 (texte intégral).